# Truskavets
Truskavets (tiếng Ukraina: Трускавець) là một thành phố của Ukraina. Thành phố này thuộc tỉnh Lviv. Thành phố này có diện tích ? km2, dân số theo điều tra dân số năm 2001 là 31037 người.